# Johannes Linthorst Homan

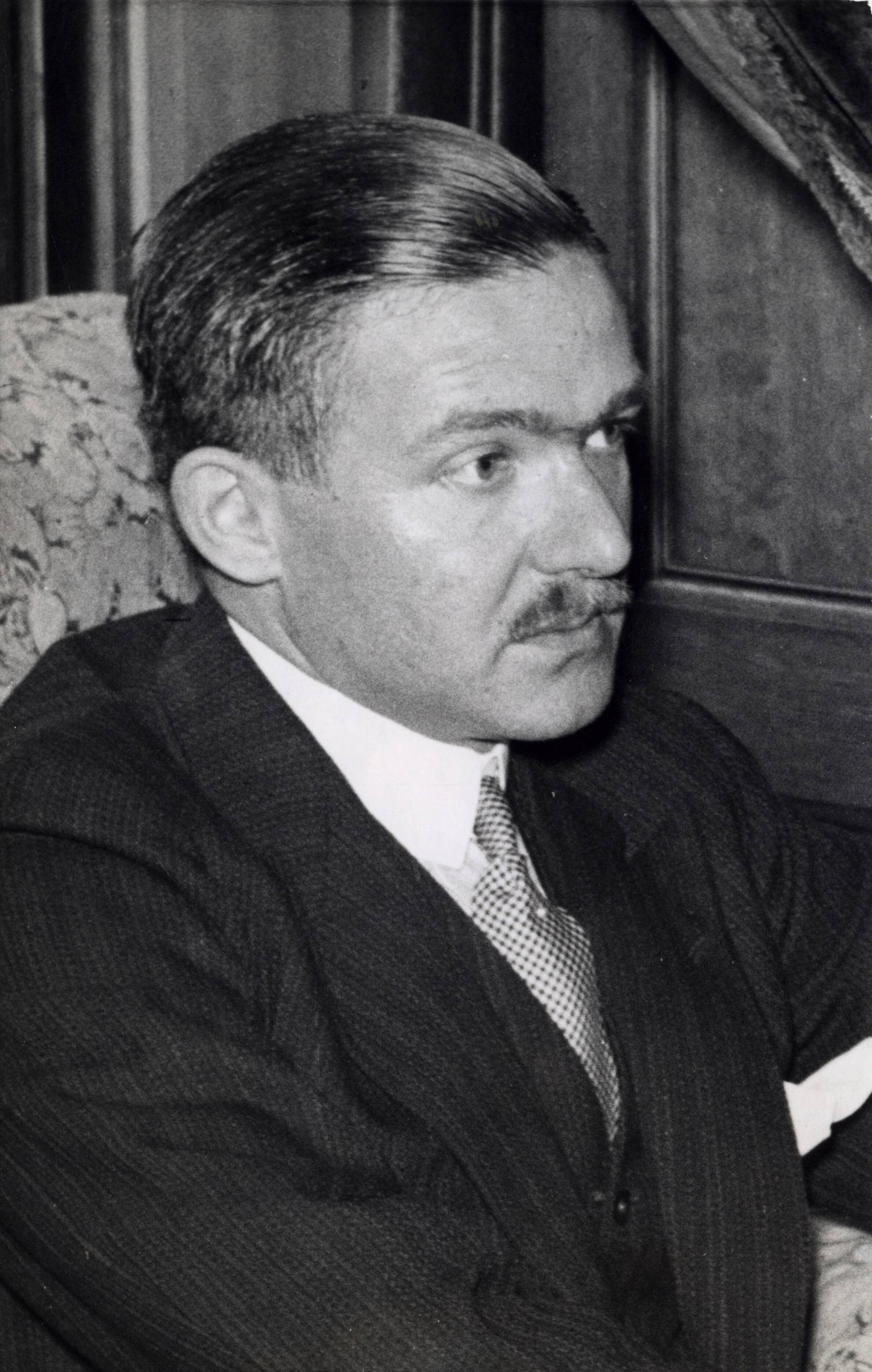
Hans Linthorst Homan

Johannes Linthorst Homan (* 17. Februar 1903 in Assen; † 6. November 1986 in Rom) war ein niederländischer Politiker und Funktionär. Während der deutschen Besetzung der Niederlande im Zweiten Weltkrieg war er zusammen mit Jan de Quay und Louis Einthoven Gründer der politischen Sammlungsbewegung Nederlandsche Unie, deren Führung er zusammen mit seinen Mitgründern während ihrer gesamten Zeit innehatte. Aufgrund der umstrittenen Rolle der Nederlandsche Unie wurde Linthorst Homan nach dem Krieg nicht mehr in seine frühere Position als Königlicher Kommissar wiedereingesetzt. Fortan war er unter anderem als Funktionär in der Europäischen Wirtschaftsgemeinschaft (EWG) und Europäischen Gemeinschaft für Kohle und Stahl (EGKS), darunter auch als Mitglied der Hohen Behörde, und als Vorsitzender des Niederländischen Olympischen Komitees tätig.

## Leben
Linthorst Homan studierte in Leiden Jura und ließ sich anschließend 1926 in seiner Geburtsstadt Assen als Anwalt nieder. Er schloss sich dem liberalen Vrijheidsbond an und wurde 1932 Bürgermeister in Vledder. Seit 1933 war Linthorst Homan auch als Abgeordneter im Drenther Provinzparlament vertreten. Beide Funktionen hatte er bis 1937 inne, in jenem Jahr wurde er zum Königlichen Kommissar für die Provinz Groningen ernannt.
Im Anschluss an die Besetzung der Niederlande durch Deutschland im Mai 1940 war Linthorst Homan zwei Monate später zusammen mit dem späteren Ministerpräsidenten Jan de Quay und Louis Einthoven Gründer der Nederlandsche Unie. Ziel dieser politischen Sammlungsbewegung war es, eine überparteiliche und -konfessionelle Plattform zu bilden, um die niederländische Bevölkerung während der Besatzungszeit zu einen und die Selbständigkeit des Landes zu bewahren. Ihre Gegnerschaft zu den niederländischen Nationalsozialisten NSB sorgte für einen enormen Zulauf, und mit bereits 800.000 Mitgliedern nach zwei Monaten wurde die Nederlandsche Unie zur größten politischen Organisation der Geschichte des Landes. Da sie jedoch Kompromisse mit den Besatzern eingehen musste, war die Rolle der Bewegung nicht unumstritten. Im Dezember 1941 wurde die Nederlandsche Unie verboten, nachdem sie erklärt hatte, den deutschen Angriff auf die Sowjetunion nicht mitzutragen zu können, daraufhin wurde die NSB zur einzigen zugelassenen Partei. Nachdem er bereits im August 1941 als Königlicher Kommissar von den Besatzern entlassen worden war, kam Linthorst Homan in Anschluss an das Verbot der Nederlandsche Unie 1942 in Geiselhaft, wurde dann aber 1944 aus dieser entlassen.
Die umstrittene Rolle der Nederlandsche Unie führte dazu, dass Linthorst Homan nicht wieder in seine alte Funktion als Königlicher Kommissar eingesetzt wurde. Im Oktober 1947 erhielt er aber zumindest eine rückwirkend auf den April 1945 datierte ehrenvolle Entlassung. Die ersten fünf Jahre nach seiner Entlassung war Linthorst Homan nicht in der Politik tätig, 1946 wurde er Vorsitzender des Königlich Niederländischen Molkereiverbandes, diese Funktion behielt er bis 1952. 1951 wurde er auch Vorsitzender des Nationalen Olympischen Komitees. In seine Zeit fällt der Beschluss, die Olympischen Sommerspiele von 1956 in Melbourne wegen des Einmarschs der Sowjetunion in Ungarn im Zuge des dortigen Volksaufstands zu boykottieren.
1952 kehrte Linthorst Homan in die Politik zurück und war bis 1958 im Wirtschaftsministerium als Direktor für Belange der europäischen Einigung und Wirtschaftsbeziehungen zuständig. Anschließend war er bis 1962 als Repräsentant seines Landes für die EWG und die EGKS tätig und dann bis 1968 Mitglied der Hohen Behörde. Zuletzt arbeitete Linthorst Homan noch bis 1971 als Repräsentant der EWG in London.
Linthorst Homan war zweimal verheiratet, mit seiner ersten, bereits 1951 verstorbenen Frau hatte er vier Kinder.

## Werke
- Drenthe's rechtsgroei. Een beknopt overzicht van de geschiedenis van het recht in Drenthe, 1932
- Het ontstaan der gemeenten in Drente, Dissertation, 1934
- Van Kerspel tot gemeente, 1937
- Geschiedenis van Drenthe, 1937
- Het plaatselijk bestuur in de provincie Groningen van 1795 tot 1814, in: Gemeentebestuur, Dezember 1938
- Europese Landbouwpolitiek, 1950–1951
- Europese integratie. De spanning tussen economische en politieke factoren, 1955
- Sociaal-psychologische vraagstukken bij de Europese integratie, 1968
- Wat zijt ghij voor een vent? Levensherinneringen, 1974

## Ehrungen
- Ritter im Orden vom Niederländischen Löwen (1939)